# Karaj
Karaj er en by i det nordlige Iran med 1.592.492(2016) indbyggere. Byen ligger i Alborz-provinsen, ved foden af Alborz-bjergene. Byen er blandt andet kendt for sine mange uddannelsesinstitutioner, men er også et stort turistcentrum.
Den etniske sammensætning i Karaj inkluderer 47% persere, 36,1% tyrkere, 7,4% kurdere og 4,4% nordiranere. 